# Svalan (opera)

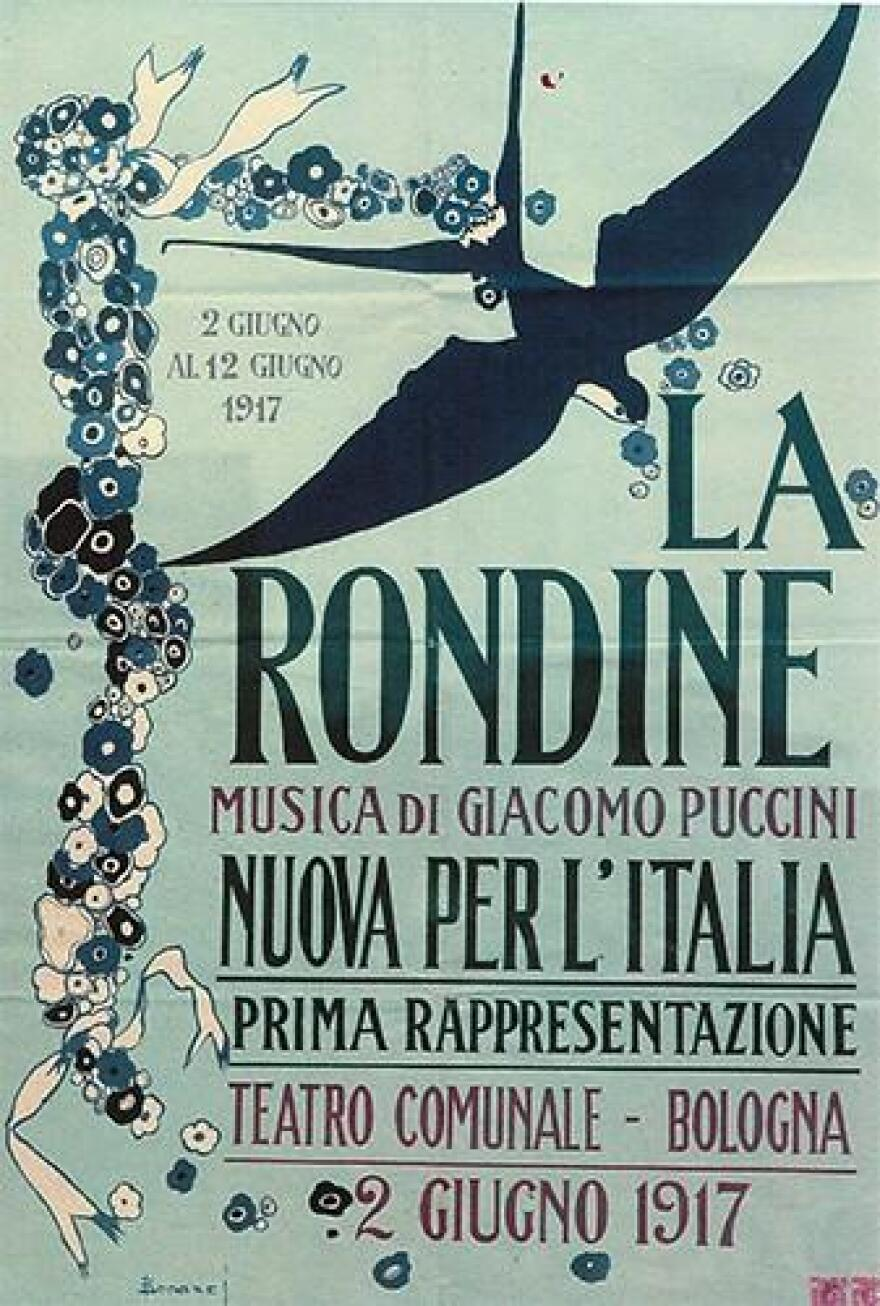
Affisch till föreställningen i Bologna 1917.

Svalan (italienska: La rondine) är en opera i tre akter med musik av Giacomo Puccini. Librettot av Giuseppe Adami bygger på en tysk förlaga, Die Schwalbe av Alfred Maria Willner och Heinz Reichert.

## Historia
1912 blev Puccini osams med sin gamle välgörare Giulio Ricordis son Tito, som hade övertagit familjeförlaget.
Hösten 1913 fick Puccini i uppdrag av Carltheater i Wien att komponera en operett. Puccini var emellertid inte intresserad av operetter, men ändå villig att skriva en komisk opera, fast utan talad dialog och i samma stil som Richard Strauss Rosenkavaljeren. Så blev fallet och arbetet pågick med varierande intensitet under två år och avslutades våren 1916. Puccini förkastade det första librettoförslaget och överlämnade det andra till den unge Giuseppe Adami (den framtida librettisten till Manteln och Turandot), som till sist skrev ett acceptabelt libretto på La rondine. Vid jul 1914 var han färdig med de två första akterna men oroade sig för hur det skulle bli i fortsättningen. Första världskriget hade brutit ut och han arbetade på en opera avsedd för en scen i Österrike, som Italien förklarade krig ett halvt år senare. Puccini lyckades bli delvis löst från kontraktet så att premiären inte skulle äga rum i Wien, och i stället ordnade han så att den förlades till Opéra de Monte-Carlo i Monte Carlo i Monaco (som stod utanför kriget) där operan uruppfördes 27 mars 1917. Men trots ett varmt mottagande av publik och press blev operan ingen succé. Puccini var missnöjd och gjorde tre olika omarbetningar 1917, 1920 och 1921, med två helt olika slut, men avled innan han hunnit bestämma sig slutgiltigt. 
Den andra versionen hade premiär i Palermo 1920. Partituret till version tre hade delvis förstörts vid en flygbombning av arkivet under andra världskriget och fick återskapas med hjälp av förefintliga piano- och vokalarrangemang. Först 1994 var den restaurerad och kunde uppföras i Turin med premiär den 22 mars 1994. Den har därefter uppförts av en lång rad operahus.
Svensk premiär på Stora Teatern, Göteborg 4 oktober 1929.

## Personer
| Roll | Röstläge      | Rollbesättning vid urpremiären 27 mars 1917 (Dirigent: Gino Marinuzzi) |
| --- | ------------- | ---------------------------------------------------------------------- |
| Magda de Civry | Sopran        | Gilda dalla Rizza                                                      |
| Lisette, hennes husjungfru                                                                                                   | Sopran        | Ines Maria Ferraris                                                    |
| Ruggero Lastouc, en ung man från Montauban                                                                                   | Tenor         | Tito Schipa                                                            |
| Prunier, en poet | Tenor         | Francesco Dominici                                                     |
| Rambaldo Fernandez, Magdas beskyddare                                                                                        | Baryton       | Gustave Huberdeau                                                      |
| Périchaud | Baryton / Bas |                                                                        |
| Gobin | Tenor         |                                                                        |
| Crébillon | Bas/baryton   |                                                                        |
| Rabonnier | Baryton       |                                                                        |
| Yvette, Magdas väninna | Sopran        |                                                                        |
| Bianca, Magdas väninna | Sopran        |                                                                        |
| Suzy | Mezzo-sopran  |                                                                        |
| En kypare | Bas           |                                                                        |
| En röst | Sopran        |                                                                        |
| Medlemmar ur borgerskapet, studenter, målare, elegant klädda damer och herrar, blomsterflickor och dansande flickor, kypare. |               |                                                                        |

## Handling
Operan utspelar sig i Paris och Nice vid mitten av 1800-talet. 

### Akt I
Vid en fest hos den rike Rambaldo och hans älskarinna Magda läser poeten Prunier i gästernas händer och spår Magda att hon som svala kommer att flyga bort från Paris och finna kärleken långt från staden. I detsamma anmäler Magdas kammarjungfru Lisette den unge Ruggero, som har kommit till Paris för att träffa sin fars gode vän Rambaldo. Sällskapet enas om att den unge mannen skall tillbringa sin första kväll i Paris på kaféet Chez Bullier, där Magda en gång i tiden hade sin första kärleksupplevelse. Gästerna lämnar huset utom Prunier, som väntar på Lisette som har sin lediga kväll. Hon kommer iförd Magdas kläder men han invänder att de plagg hon har valt inte passar bra ihop, så hon går in och byter innan de tillsammans går ut i Paris. Magda har förklätt sig till grisette och bytt frisyr. Hon lämnar också huset.

### Akt II
Ruggero har begett sig till Chez Bullier men sitter ensam vid ett bord. Han blir glad när den förklädda Magda slår sig ned hos honom. Även Prunier och Lisette kommer till kaféet, där Lisette tycker sig känna igen sin matmor, men Prunier slår bort tanken helt. De båda paren presenterar sig för varandra och resonerar om vilken olikartad syn de alla har på kärleken. De upptäcker Rambaldo, och Prunier vill i all hast få ut Ruggero och Lisette ur lokalen. Magda berättar för Rambaldo att hon har funnit den kärlek hon alltid har längtat efter och därför inte ämnar följa med honom hem. Han accepterar, och Magda lämnar Chez Bullier i Ruggeros sällskap.

### Akt III
Magda och Ruggero har slagit sig ned på landet nära Nice och Ruggero vill att de skall gifta sig. Även Prunier och Lisette har flyttat ihop, men Prunier är besviken på att Lisette inte har haft den framgång som skådespelerska som han hade hoppats på och måste erkänna att hon passar bättre som kammarjungfru. Därför ber hon Magda att få sin gamla plats tillbaka, och det går Magda med på. Prunier antyder diskret för Magda att hon kan återvända till Rambaldo så fort hon vill, och när Ruggero kommer med ett brev från sin mor som ger honom lov att gifta sig med Magda berättar hon med blödande hjärta för Ruggero om sitt förflutna, som gör att hon aldrig kommer att kunna gifta sig med honom av hänsyn till hans familj. Hon skall dock alltid älska honom.

## Välkända arior
- Akt 1. Chi il bel sogno di Doreta (Magda).
- Akt 2. Ore dolci e divine (Magda).

## Inspelningar (urval)
- La rondine. Alagna, Gheorghiu, Brenciu, Oropesa, Ramey. Metropolitanoperans kör och orkester. Armillato, dirigent. EMI DVD 6 31618-9.[1]